# Allie DiMeco

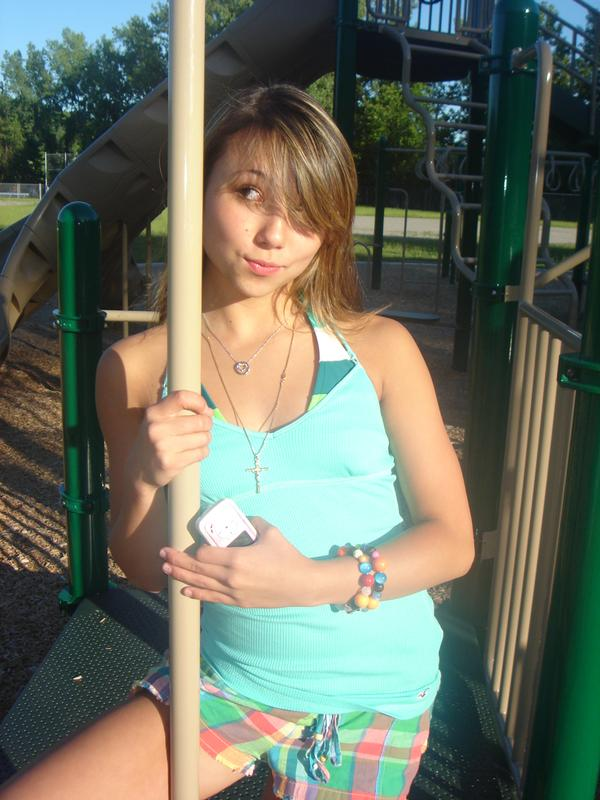
Allie DiMeco

Alexandra Jean DiMeco (* 12. Juni 1992 in Waterbury, Connecticut) ist eine US-amerikanische Schauspielerin. Sie wurde bekannt als Darstellerin der Rosalina aus dem Film und der Fernsehserie The Naked Brothers Band.

## Privatleben
Sie lebt gemeinsam mit ihrer Mutter Laura DiMeco in Waterbury. DiMeco besucht dort die Holy Cross Highschool, eine Privatschule. Seit ihrem fünften Lebensjahr schauspielert sie. Dazu spielt sie seit frühester Jugend Bass und Cello.

## Karriere
2004 wurde DiMeco bei einem Vorsprechen für die Rolle der Rosalina für The Naked Brothers Band: Der Film ausgewählt. Sie war die einzige Hauptdarstellerin des Films, die dafür engagiert wurde. Alle anderen waren bereits Mitglieder der Band von Nat und Alex Wolff. Polly Draper die Drehbuchautorin, Produzentin und Regisseurin des Films und Mutter der Wolff-Brüder bat Nat das Lied Firefighters in ein Liebeslied umzuschreiben. Sie wollte es unbedingt für den Film verwenden. Daraufhin kam Wolff mit Rosalina an. Sie ist das einzige weibliche Mitglied der Naked Brothers und beherrscht ihr Instrument auch im wirklichen Leben.
Ihre ersten Auftritte hatte sie in der David Letterman Show und in Saturday Night Live. Sie spielte in verschiedenen Werbefilmen. Im Musical The King and I (Der König und Ich) spielte sie die Prinzessin Yawolak.

## Auszeichnungen
The Naked Brothers Band: Der Film gewann 2005 den Zuschauerpreis für den besten Familienfilm beim Hamptons Internation Filmfestival. 2008 wurde sie gemeinsam mit den anderen Hauptdarstellern der Naked Brothers Band für den Young Artist Award nominiert.